# 400 (число)
400 (чотириста) — натуральне число між 399 та 401.

## В математиці
- Квадрат числа 20. Квадратне число.
- Сума послідовних степенів 7 від 0 до 3: {\displaystyle 400=7^{0}+7^{1}+7^{2}+7^{3}}, що робить 400 репдіджітом[en] в 7-ковій системі числення: 11117.
- Коло ділиться на 400 градів, що відповідає 360 градусам.
- Число харшад
- Сума цифр числа 400 - 4
- Добуток цифр числа 400 - 0.

## Дати
400 рік; 400 рік до н. е.; 1400 рік.

## Техніка
- С-400 - російський ЗРК.